# San Carlos (Urugwaj)
San Carlos – miasto urugwajskie położone w departamencie Maldonado. Miasto liczyło w roku 2004 24 771 mieszkańców.
San Carlos jest siedzibą klubów piłkarskich Atenas i Libertad.